# Ferrovia Kars-Gyumri-Tbilisi
La ferrovia Kars-Gyumri-Tbilisi è una ferrovia internazionale che collega la città di Kars in Turchia alla città di Gyumri in Armenia e da questa arriva a Tbilisi in Georgia.
Completata originariamente nel 1899, la ferrovia è stata molto importante durante l'era sovietica, sia come unico collegamento ferroviario diretto tra la Turchia el'URSS (tratta Kars-Gyumri), sia come uno dei due principali collegamenti ferroviari tra l'Armenia e le altre Repubbliche sovietiche (tratta Gyumri-Tbilisi). Mentre la tratta Gyumri-Tbilisi rimane l'unico collegamento ferroviario attivo e funzionante tra l'Armenia ed il mondo esterno, consentendo anche i collegamenti tra la capitale Erevan e la capitale georgiana Tbilisi, la tratta Kars-Gyumri non è più operativa dal 1993, quando la Turchia ha chiuso il confine con l'Armenia, in seguito alla prima guerra del Nagorno Karabakh tra l'Armenia e l'Azerbaigian, a sostegno degli azeri.

## Storia
Durante la prima guerra mondiale questa linea ferroviaria fu di grande supporto alle operazioni russe nella Campagna del Caucaso.
La tratta tra Kars e Gyumri della ferrovia è inattiva dal 1993, quando, in seguito alla prima guerra del Nagorno Karabakh fra armeni e azeri, la Turchia chiuse il confine con l'Armenia in supporto alle popolazioni turcofone dell'Azerbaigian.
Nell'aprile 2005 fu firmato un accordo per costruire una nuova ferrovia, la Baku-Tbilisi-Kars, per collegare la Turchia con la Georgia e l'Azerbaigian, passando attraverso Akhalkalaki, visto che la linea Kars-Gyumri non era più operativa a causa della chiusura del confine. I paesi dell'Unione europea e gli Stati Uniti hanno dichiarato che non avrebbero dato alcuna assistenza finanziaria alla costruzione e allo sviluppo della nuova linea Baku-Tbilisi-Kars, vedendola come un modo di evitare l'Armenia, supportando invece la riapertura completa della ferrovia Kars-Gyumri-Tbilisi.